# Scott Adkins
Scott Adkins, född den 17 juni 1976 i  Sutton Coldfield i Storbritannien, är en brittisk skådespelare.
Pelphrey har medverkat i ett stort antal filmer. Han har bland annat medverkat i filmerna John Wick: Chapter 4 från 2023, Accident Man 2, Section 8 och Day Shift från 2022.

## Filmografi (i urval)
- 2016: Criminal
- 2022: Day Shift
- 2022: Section 8
- 2022: Accident Man 2
- 2023: John Wick: Chapter 4
- 2024 – The Killer's Game